# Grímur Ingjaldarson
Grímur Ingjaldarson (n. 845) fue un vikingo y colono noruego procedente de Haddingjadal que emigró a Islandia donde fundó un asentamiento en Rauðamelur, Hnappadals. Es un personaje de la saga Eyrbyggja, y saga de Gunnlaugs ormstungu. La hacienda la heredó su hijo Seþórir Grímsson.
En el siglo XII hubo otro bóndi llamado Grímur Ingjaldarson (n. 1089) de Ferjubakki, Borg á Mýrum, Mýrasýsla.